# Museo leonardiano di Vinci
Il Museo Leonardiano si trova a Vinci, in provincia di Firenze, città natale di Leonardo Da Vinci.
Ospitato nelle due sedi della Palazzina Uzielli e del Castello dei Conti Guidi, è una delle raccolte più ampie ed originali dedicate a Leonardo da Vinci e, più in generale, alla storia della tecnica del Rinascimento.
Sono infatti esposti oltre 60 modelli di macchine, presentati con precisi riferimenti agli schizzi e alle annotazioni manoscritte dell'artista, affiancati anche da animazioni digitali e applicazioni interattive.

## Storia
L'idea di dedicare a Leonardo un museo nella sua città natale nacque nel 1919 durante le celebrazioni per il quarto centenario della morte, quando il Castello dei Conti Guidi fu donato al Comune di Vinci, ma fu solo dopo i restauri dell'edificio (1939-1942) e grazie alla donazione da parte di IBM di un'intera serie di modelli ricostruiti sulla base dei disegni leonardiani, che il Museo di Leonardo aprì al pubblico, il 15 aprile 1953.
Allora il Museo Vinciano occupava solo quattro sale del Castello, condividendo gli spazi con la Biblioteca Leonardiana e fu solo a partire dal 1986 che, dopo una significativa ristrutturazione, assunse definitivamente il titolo di Leonardiano. Dal 2004 il percorso espositivo comprende anche la Palazzina Uzielli con l'accesso costituito dalla Piazza dei Guidi, riconfigurata nel 2006 dall'artista Mimmo Paladino.
L'ultimo importante intervento di riallestimento e ristrutturazione, effettuato tra il 2008 e il 2010, ha consentito l'abbattimento delle barriere architettoniche all'interno del Castello dei Conti Guidi, l'ampliamento del percorso espositivo e la riapertura al pubblico della terrazza panoramica sulla sommità della torre.

## Palazzina Uzielli

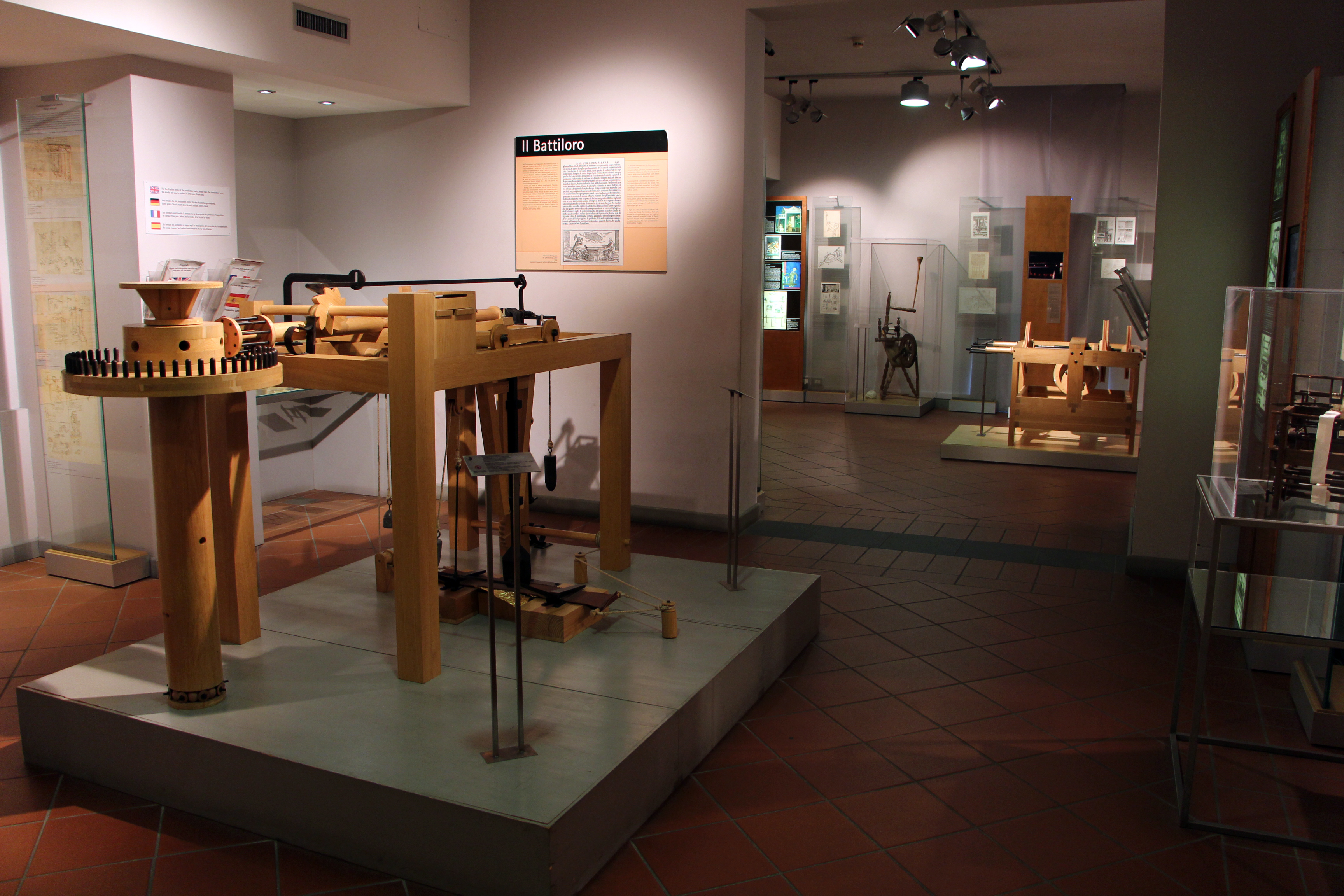
Sezione nella palazzina Uzielli

Al primo piano si trovano le sezioni dedicate alle macchine da cantiere, alla tecnologia tessile e agli orologi meccanici.
La prima sala documenta le rielaborazioni leonardiane sulla base dei progetti di Filippo Brunelleschi per la costruzione della cupola del Duomo di Firenze. Il giovane Leonardo, apprendista presso la Bottega del Verrocchio, rimase profondamente impressionato dalla complessità delle macchine di quel cantiere nel quale poté assistere alle fasi di fusione e installazione della grande sfera di rame posta sulla lanterna della cupola.
La sala della tecnologia tessile documenta l'interesse di Leonardo per il ciclo produttivo dei tessuti e presenta i suoi ambizioni progetti per giungere all'automazione del ciclo manifatturiero.
La passione del Vinciano per i meccanismi è testimoniata anche nella sala degli orologi meccanici che presenta i modelli di strumenti per la misurazione. All'interno della Palazzina Uzielli si trovano anche le sale per esposizioni  temporanee ed un'ampia sala didattica per i percorsi didattici proposti dal museo.

## Il Castello dei Conti Guidi

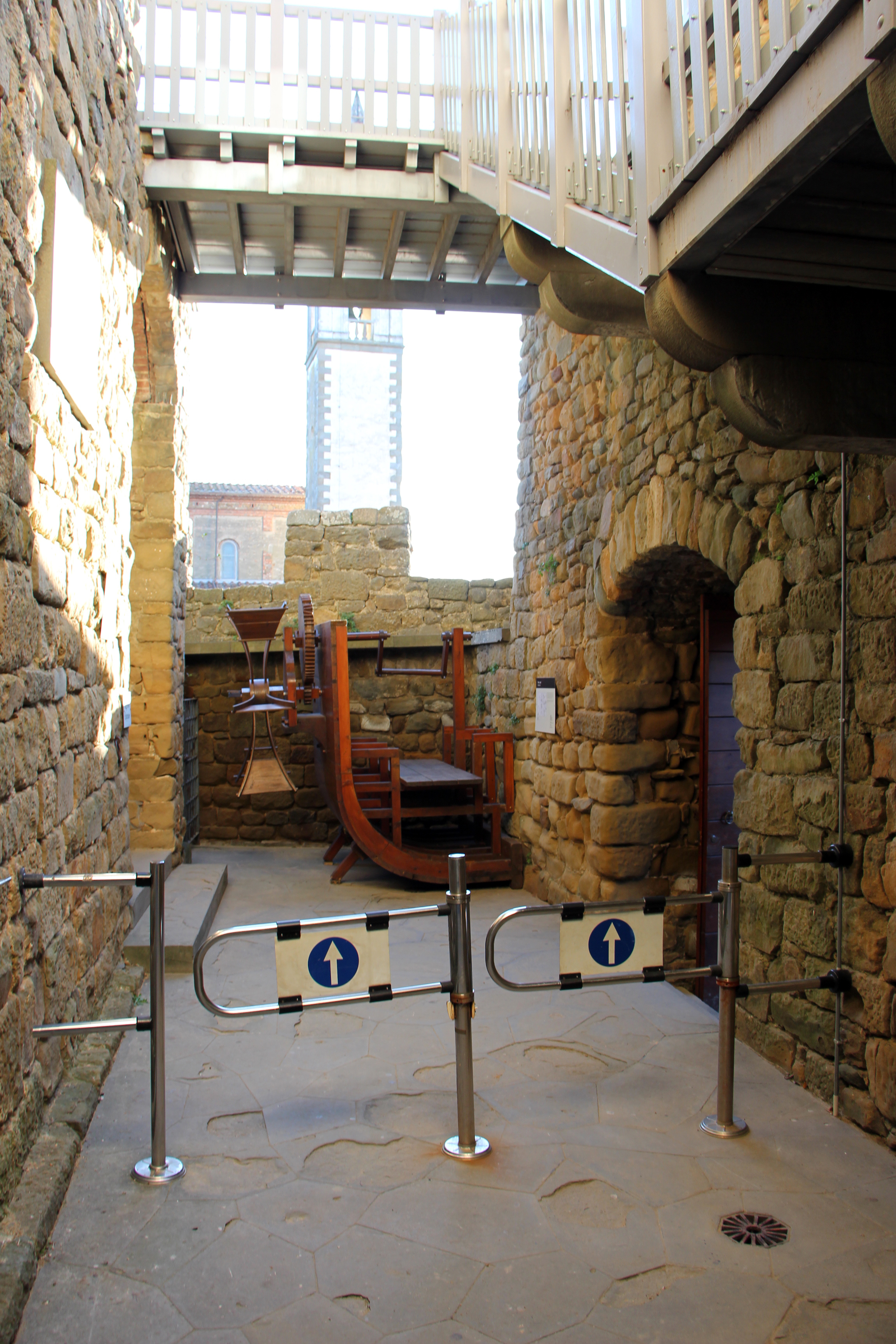
Ingresso nel Castello dei Conti Guidi

Il percorso di visita prosegue all'interno del Castello dei Conti Guidi dove sono esposti altri 60 modelli di macchine leonardesche. 
Nelle sale al piano terra sono presenti vari modelli di macchine: da quelle militari a quelle per il volo, agli strumenti di uso scientifico.
Al piano primo, tra i modelli di macchine per spostarsi nell'aria, nell'acqua e sulla terra – tra cui il carro automotore o “ automobile” di Leonardo, all'interno della sala del Podestà, la grande ala battente e il modello funzionante, in scala 1:2,  della gru realizzata per il completamento della cuspide della cupola di Santa Maria del Fiore a Firenze. 
Infine la sala di ottica dedicata agli studi di Leonardo in materia di fisica della luce e con particolare riferimento al periodo che va da Alhazen a Keplero.
In cima alla torre si trova la sala video, attrezzata per la proiezione di documentari su Leonardo, accoglie anche 9 modelli di solidi disegnati per il De Divina Proportione di Luca Pacioli.